# Reb Beach
Richard Earl (Reb) Beach jr. (Pittsburgh, Pennsylvania, 31 augustus 1963) is een Amerikaanse rockgitarist. Hij is lid van de bands Winger en Whitesnake.
Beach werkte samen met Eric Clapton, Bob Dylan, Roger Daltrey, Chaka Khan, Howard Jones en Twisted Sister. In New York ontmoette hij Kip Winger, met wie hij in de jaren 80 de band Winger begon. Na meegewerkt hebben aan drie albums van deze band, keerde hij terug naar Pittsburgh en werkte hij onder meer aan zijn soloproject "The Reb Beach Project". Daarna werkte hij nog samen met Alice Cooper en verving hij George Lynch bij de band Dokken. In 2002 keerde hij terug bij Winger en vanaf 2003 toert hij met Whitesnake.